# Trimmatostroma
Trimmatostroma is een geslacht van schimmels behorend tot de familie Mollisiaceae. De typesoort is Trimmatostroma salicis.

## Soorten
Volgens Index Fungorum bevat het geslacht 38 soorten (peildatum mei 2023):
| Soortnaam                       | Auteur(s)                             | Publicatiejaar |
| ------------------------------- | ------------------------------------- | -------------- |
| Trimmatostroma abietinum        | Doherty                               | 1900           |
| Trimmatostroma acetabuli        | Diederich                             | 2021           |
| Trimmatostroma agarwalii        | V.G. Rao & Varghese                   | 1987           |
| Trimmatostroma betulae          | Tartenova & Philim.                   | 1971           |
| Trimmatostroma betulinum        | (Corda) S. Hughes                     | 1953           |
| Trimmatostroma botryoforme      | Goh & Yipp                            | 1996           |
| Trimmatostroma brencklei        | Sacc.                                 | 1915           |
| Trimmatostroma canalisporioides | Goh & C.H. Kuo                        | 2021           |
| Trimmatostroma cetrariae        | Brackel                               | 2013           |
| Trimmatostroma commonii         | Diederich, Zhurb. & van den Boom      | 2020           |
| Trimmatostroma cordae           | N.D. Sharma & S.R. Singh              | 1976           |
| Trimmatostroma dendrographae    | Diederich, Ertz, U. Braun & Heuchert  | 2010           |
| Trimmatostroma denigrans        | Diederich                             | 2021           |
| Trimmatostroma eriodictyonis    | (Dearn. & Barthol.) M.B. Ellis        | 1976           |
| Trimmatostroma glebarum         | Brackel                               | 2015           |
| Trimmatostroma hexamerum        | B. Sutton                             | 1993           |
| Trimmatostroma hierrense        | Diederich & Ertz                      | 2010           |
| Trimmatostroma hughesii         | V.G. Rao & Subhedar                   | 1976           |
| Trimmatostroma indicum          | Manohar., P.Rag. Rao & P.Rama Rao     | 1971           |
| Trimmatostroma intertrappeanum  | K.S. Patil & Datar                    | 2002           |
| Trimmatostroma lecanoricola     | Diederich, Etayo, U. Braun & Heuchert | 2010           |
| Trimmatostroma liriodendri      | G.F. Atk.                             | 1908           |
| Trimmatostroma padi             | Rostr.                                | 1904           |
| Trimmatostroma pini             | W.B. Cooke                            | 1952           |
| Trimmatostroma platense         | (Speg.) Van Warmelo & B. Sutton       | 1981           |
| Trimmatostroma quercicola       | Diederich, U. Braun & Heuchert        | 2010           |
| Trimmatostroma quercinum        | (H. Hoffm.) Höhn.                     | 1929           |
| Trimmatostroma rouxii           | Diederich, Tehler & van den Boom      | 2021           |
| Trimmatostroma saksenae         | V.G. Rao & Varghese                   | 1981           |
| Trimmatostroma salicis          | Corda                                 | 1837           |
| Trimmatostroma salinum          | Zalar, de Hoog & Gunde-Cim.           | 1999           |
| Trimmatostroma sarciniforme     | Goh & Yipp                            | 1996           |
| Trimmatostroma scutellare       | (Berk. & Broome) M.B. Ellis           | 1976           |
| Trimmatostroma umbilicariicola  | Heuchert & U. Braun                   | 2014           |
| Trimmatostroma undulatum        | (McAlpine) J.L. Crane & Schokn.       | 1986           |
| Trimmatostroma vandenboomii     | Diederich                             | 2021           |
| Trimmatostroma variabile        | Goh & Yipp                            | 1996           |
| Trimmatostroma varicellariae    | Heuchert & U. Braun                   | 2014           |